# Centrale idroelettrica di Anzuno
La centrale di Anzuno è situata nella frazione di Gabi Valle, nel comune di Domodossola, nella provincia del Verbano-Cusio-Ossola, in Piemonte.

## Caratteristiche
Si tratta di una centrale ad acqua fluente, che sfrutta le acque del Rio di Anzuno, equipaggiata con un singolo gruppo turbina/alternatore, con turbina Pelton ad asse orizzontale.